# Henrique Golland Trindade
Dom Frei Henrique Golland Trindade, O.F.M. (Porto Alegre, 27 de maio de 1897 — Botucatu, 6 de novembro de 1974) foi um bispo católico, sendo bispo de Bonfim entre os anos de 1941 e 1948 e de Botucatu no período de 1948 a 1968.

## Biografia
Nascido em Porto Alegre, ingressou em 1920 no Convento dos Franciscanos, no Rio Grande do Sul. Foi ordenado sacerdote na cidade de Petrópolis, aos 18 de dezembro de 1926, por Dom Agostinho Francisco Benassi, Bispo de Niterói.
Aos 29 de março de 1941 foi nomeado para ser o segundo Bispo da Diocese de Bonfim pelo Papa Pio XII; neste período, Frei Henrique residia no Convento dos Franciscanos no Bairro Ipanema, em sua cidade natal, Porto Alegre. Foi ordenado bispo no dia 8 de junho de 1941 pelo Cardeal Leme e no dia 15 de agosto do mesmo ano tomou posse na Diocese de Bonfim.
Na Diocese de Bonfim criou a Ação Católica, deu importante impulso aos religiosos, levando para Bonfim os Irmãos Maristas, reformou a residência episcopal e criou uma Capela em honra de São Francisco de Assis entre outras realizações.
No dia 15 de maio de 1948, o Papa Pio XII o transferiu para a Diocese de Botucatu, tomando posse no dia 15 de agosto do mesmo ano. No período que esteve como bispo de Botucatu ampliou o Seminário Diocesano, construiu capelas e uma Casa de Retiros. Fundou a congregação das Irmãs Servas do Senhor, aos 15 de setembro de 1952.
Em 1958 com a elevação da Diocese de Botucatu a Arquidiocese, Dom Henrique se tornou o seu primeiro Arcebispo. Neste período como arcebispo, fundou a Casa dos Meninos Sagrada Família, participou ativamente do Concílio Vaticano II e em 1964 dedicou a Catedral de Botucatu com o Núncio Apostólico no Brasil, Dom Sebastião Baggio.
Veio a falecer no dia 6 de novembro de 1974, na cidade de Botucatu.